# Rhodocybella
Rhodocybella är ett släkte av svampar. Rhodocybella ingår i familjen Entolomataceae, ordningen Agaricales, klassen Agaricomycetes, divisionen basidiesvampar och riket svampar.
|              | Entoloma                                   |
|              |                                            |
|              | Leptonia                                   |
|              |                                            |
|              | Eccilia                                    |
|              |                                            |
|              | Clitopilus                                 |
|              |                                            |
|              | Pouzarella                                 |
|              |                                            |
|              | Pouzaromyces                               |
|              |                                            |
|              | Rhodocybe                                  |
|              |                                            |
|              | Richoniella                                |
|              |                                            |
|              | Rhodogaster                                |
|              |                                            |
|              | Calliderma                                 |
|              |                                            |
| Rhodocybella | \| \| Rhodocybella rhododendri \| \| \| \| |
|              | \| \| Rhodocybella rhododendri \| \| \| \| |
|              | Rhodocybella rhododendri                   |
|              |                                            |

|  | Rhodocybella rhododendri |
|  |                          |